# Acide pyruvique
L’acide pyruvique est un composé chimique de formule CH3-CO-COOH. Il s'agit d'un 2-oxoacide ou α-cétoacide, portant à la fois une fonction acide carboxylique et une fonction cétone. Sa base conjuguée est l'anion pyruvate CH3-CO-COO−, un métabolite clé situé au carrefour de plusieurs voies métaboliques majeures des cellules vivantes, telles que la glycolyse, le cycle de Krebs et la néoglucogenèse, et peut être converti en acide gras, en alanine ou encore en éthanol après décarboxylation oxydative en acétyl-coenzyme A.

## Acide pyruvique
L'acide pyruvique se présente sous la forme d'un liquide incolore, d'odeur semblable à celle de l'acide acétique. Il est miscible dans l'eau, et soluble dans l'éthanol et l'éther.  
En laboratoire, l'acide pyruvique peut être préparé en chauffant un mélange d'acide tartrique et de bisulfate de potassium, par oxydation du propylène glycol par un oxydant fort (par exemple du  permanganate de potassium ou de l'hypochlorite de sodium), ou encore par hydrolyse du 2-oxopropiononitrile, formé par réaction du chlorure d'éthanoyle avec le cyanure de potassium :
CH3COCl + KCN → CH3COCN
CH3COCN + 2 H2O → CH3COCOOH + NH3

## Biochimie du pyruvate

### Description
L'ion pyruvate est le produit final des voies de dégradation du glucose (la glycolyse, voie des pentoses phosphates, voie d'Entner-Doudoroff). Il est le substrat d'une fermentation en condition anaérobie (fermentation lactique, alcoolique), et du cycle de Krebs de façon indirecte en condition aérobie, après décarboxylation oxydative le convertissant en acétyl-coenzyme A.

### Formation du pyruvate par la glycolyse
|                               | + ADP + H+ {\displaystyle \rightleftharpoons } ATP + |                 |
| PEP                           |                                                      | Acide pyruvique |
| Pyruvate kinase – EC 2.7.1.40 |                                                      |                 |
Le phosphoénolpyruvate (PEP) formé au cours de la glycolyse possède un groupe phosphate à haut potentiel de transfert — ΔG°' = −61,9 kJ mol−1, valeur la plus élevée mesurée chez les êtres vivants — permettant la phosphorylation d'une molécule d'ADP en ATP par la pyruvate kinase. Un cation Mg2+ est nécessaire à cette réaction comme cofacteur.

### Devenir du pyruvate en anaérobiose
Les réactions suivantes ont lieu, en milieu anaérobie, dans le cytoplasme, dans le muscle, chez les bactéries lactiques (pour la fermentation lactique, par exemple chez lactobacillus), ou encore chez la levure (pour la fermentation alcoolique). D'autres fermentations sont possibles, par exemple chez les entérobactéries (cf. voies fermentaires des entérobactéries).

#### Fermentation lactique
|                                        | + NADH + H+ → NAD+ + |                |
| Acide pyruvique                        |                      | Acide lactique |
| L-lactate déshydrogénase – EC 1.1.1.27 |                      |                |
Le lactate CH3-CHOH-COO− produit dans le muscle n'est pas responsable des courbatures, contrairement à une idée reçue, et n'intervient pas non plus dans le phénomène des crampes. Par ailleurs, il peut être transporté dans le sang puis dans les cellules hépatiques (cycle de Cory).

#### Fermentation alcoolique
1. CH3-CO-COO− + H+ → CH3CHO + CO2, par la pyruvate décarboxylase, en présence de thiamine pyrophosphate (TPP).
2. CH3CHO + NADH + H+  {\displaystyle \rightleftharpoons }  CH3CH2OH + NAD+, par l’alcool déshydrogénase.

### Devenir du pyruvate en aérobiose
En milieu aérobie, le pyruvate est dégradé dans les mitochondries. Il y pénètre par la pyruvate translocase. Deux réactions sont possibles, qui génèrent les précurseurs du cycle de Krebs :

#### Décarboxylation oxydative en acétyl-CoA
Cette réaction est catalysée par un complexe multienzymatique, le complexe pyruvate déshydrogénase, faisant intervenir cinq coenzymes :
- trois coenzymes liées aux apoenzymes : la TPP, le lipoate et le FAD (ce sont des groupements prosthétiques) ;

- deux coenzymes libres et non liées au complexe : le NAD+ et la coenzyme A.

| | + NAD+ + CoA-SH → CO2 + NADH + H+ + |            |
| Acide pyruvique |                                     | Acétyl-CoA |
| Complexe pyruvate déshydrogénase : pyruvate déshydrogénase (E1) – EC 1.2.4.1 dihydrolipoamide S-acétyltransférase (E2) – EC 2.3.1.12 dihydrolipoyl déshydrogénase (E3) – EC 1.8.1.4 |                                     |            |
Cette réaction a lieu au niveau de la paroi mitochondriale pour les eucaryotes et au niveau de la membrane pour les procaryotes.
Le NADH + H+ sera par la suite réoxydé par la chaîne respiratoire, synonyme de chaîne mitochondriale de transport d'électrons, pour produire de l'ATP en aérobiose.

#### Carboxylation en oxaloacétate
La réaction, catalysée en présence de biotine par la pyruvate carboxylase (synthétase), produit de l'oxaloacétate :
|                                   | + ATP + CO2 → ADP + Pi + |                     |
| Acide pyruvique                   |                          | Acide oxaloacétique |
| Pyruvate carboxylase – EC 6.4.1.1 |                          |                     |
Il s'agit d'une réaction anaplérotique majeure.

### Rendement énergétique comparé
À partir d'une molécule de glucose, qui donne deux molécules de pyruvate :
- les fermentations ont un rendement médiocre : elles ne libèrent que deux molécules d'ATP par molécule de glucose ;

- les dégradations aérobies sont bien plus rentables : chaque molécule de glucose permet la production de 14 molécules d'ATP via la décarboxylation oxydative, ou de 6 molécules d'ATP via la carboxylation, avant même la dégradation de l'acétyl-CoA par le cycle de Krebs qui libère encore davantage d'énergie.